# Serge Sauneron
Serge Sauneron, né le 3 janvier 1927 à Paris, mort le 3 juin 1976 au Caire, est un égyptologue français.
Il fut notamment directeur de l'Institut français d'archéologie orientale de 1969 à 1976.

## Biographie
Agrégé de grammaire en 1950 (reçu septième), Serge Sauneron était spécialiste de la langue et de la grammaire égyptienne.
Le 3 juin 1976, Serge Sauneron et son fils Jean-François sont tués dans un accident de voiture sur la route d'Alexandrie, en Égypte. Son épouse Nadine Sauneron, qui fut longtemps une figure marquante de la vie culturelle francophone en Égypte est décédée à Paris le 10 avril 2014.

## Publications
- Les prêtres de l'ancienne Égypte, éd. Seuil, 1957 ;
- Les songes et leur interprétation, Paris, Seuil, coll. « Sources orientales, vol. 2 », 1959.
- Les fêtes religieuses d'Esna aux derniers siècles du paganisme, Le Caire, IFAO, 1962
- Quatre campagnes à Esna, Le Caire, IFAO, 1959 à 1969
- Le temple d'Esna, Le Caire, IFAO, 1959 à 2009
- L'écriture figurative dans les textes d'Esna, Le Caire, IFAO, 1982